# Dove (marque)
Pour les articles homonymes, voir Dove.
Dove est une marque commerciale de produits d'hygiène et de produits cosmétiques dont la marque déposée et le nom appartiennent à Unilever. Le logo de la marque représente une colombe (dove en anglais) stylisée dont la couleur varie souvent. Les produits Dove sont fabriqués en Inde, en Argentine, en Irlande, en Australie, au Canada, aux États-Unis, aux Pays-Bas, en Allemagne et au Brésil. Les produits Dove ne contiennent pas de savon : ce sont des syndets, à base de tensioactifs synthétiques.

## Histoire
La marque est introduite en 1955 par Lever brothers, l'une des deux entreprises à l'origine d'Unilever. C'est en 1991 qu'est mis sur le marché en France le pain de toilette Dove.

## Produits associés

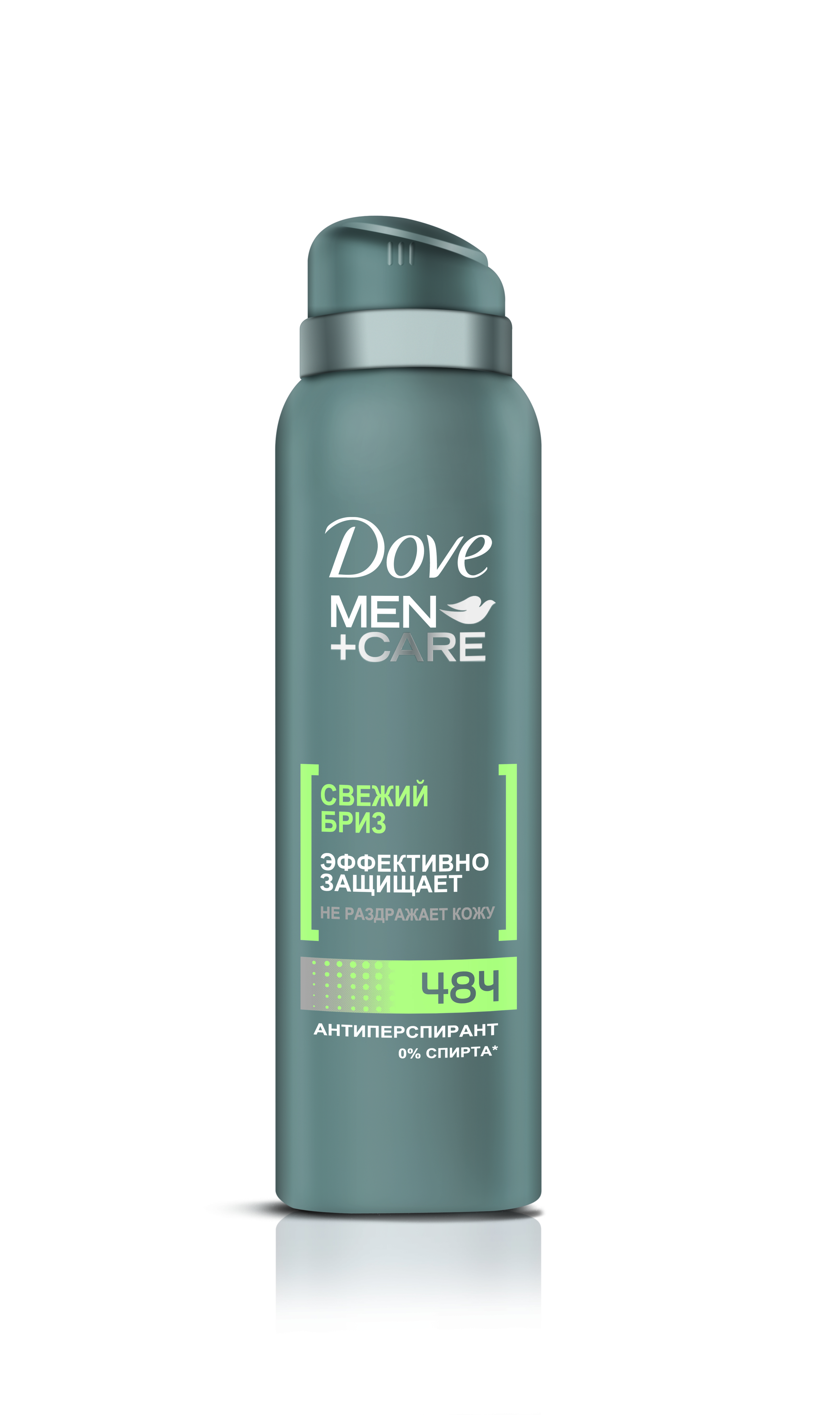
Dove man+care.

Les produits vendus sous cette marque comprennent des savons, gels douche, savons liquides, des soins du visage et des cheveux, déodorants et des lotions corporelles.
Les gammes principales de la marque sont : Dove Douceur de Soie, basée sur des protéines de soie et se déclinant en crème douche, lait hydratant, pain de toilette, savon liquide... ; Dove Fresh Touch, basée sur un mélange d'extraits de concombre et de thé vert et se déclinant en crème douche, savon liquide et pain de toilette ; Dove raffermissant composée d'extraits d'algues marines, proposée dans de la cellulite et se déclinant en crème douche, lait hydratant, gel-crème cellulite et crème-sérum ; Dove Hydratante se déclinant en de très nombreux produits (déodorant, pain de toilette, crèmes diverses...) dont le point commun est de contenir un quart d'agents hydratants ; et la gamme Dove Pro Age, qui se décline en huiles et crèmes diverses, déodorants, shampooings... Dove commercialise depuis 2010 une gamme pour hommes : Dove MEN+CARE. 

## Mises en cause et controverses

### Environnement
L'ONG Greenpeace a dénoncé en 2008 l'utilisation par Dove d'huile de palme provenant d'Indonésie, où les arbres de la forêt primaire sont abattus pour laisser place à des plantations de palmiers à huile, contribuant au réchauffement climatique et à l'extinction d'espèces animales.

### Santé humaine
Des produits Dove contiennent du BHT, soupçonné d'être allergène, cancérogène et perturbateur endocrinien.

### Polémique
En octobre 2017, une publicité publiée par Dove a entraîné, de la part des internautes, des accusations de racisme. Dans celle-ci, une femme noire qui retire un t-shirt à son effigie, devient blanche et le gel douche de la marque est posé à côté d'elle. De nombreuses réactions ont éclaté à ce propos, dénonçant le racisme que cette publicité évoquait. Particulièrement sur Twitter, où certains internautes parlaient de « boycotter » la marque. Elle a rappelé à de nombreuses personnes les publicités datant de l'ère coloniale, où elles étaient particulièrement racistes, comme celle de Fairy Soap ou celle pour les savons Dirtoff.

Par la suite, la marque a posté sur les réseaux sociaux un message d'excuses démontrant que le sens premier de la publicité avait été mal interprété, et qu'elle était censée faire ressortir le fait que les gels douches Dove sont adaptés à tous les types de peaux. La vidéo a été retirée quelques jours plus tard. La mannequin de peau noire, Lola Ogunyemi, qui jouait dans la publicité et que l'on voyait en tête d'affiche s'est exprimée à ce sujet. Elle a défendu le fait que le message avait été mal interprété, mais que, tout de même, ils auraient pu mieux se défendre, et la défendre elle.

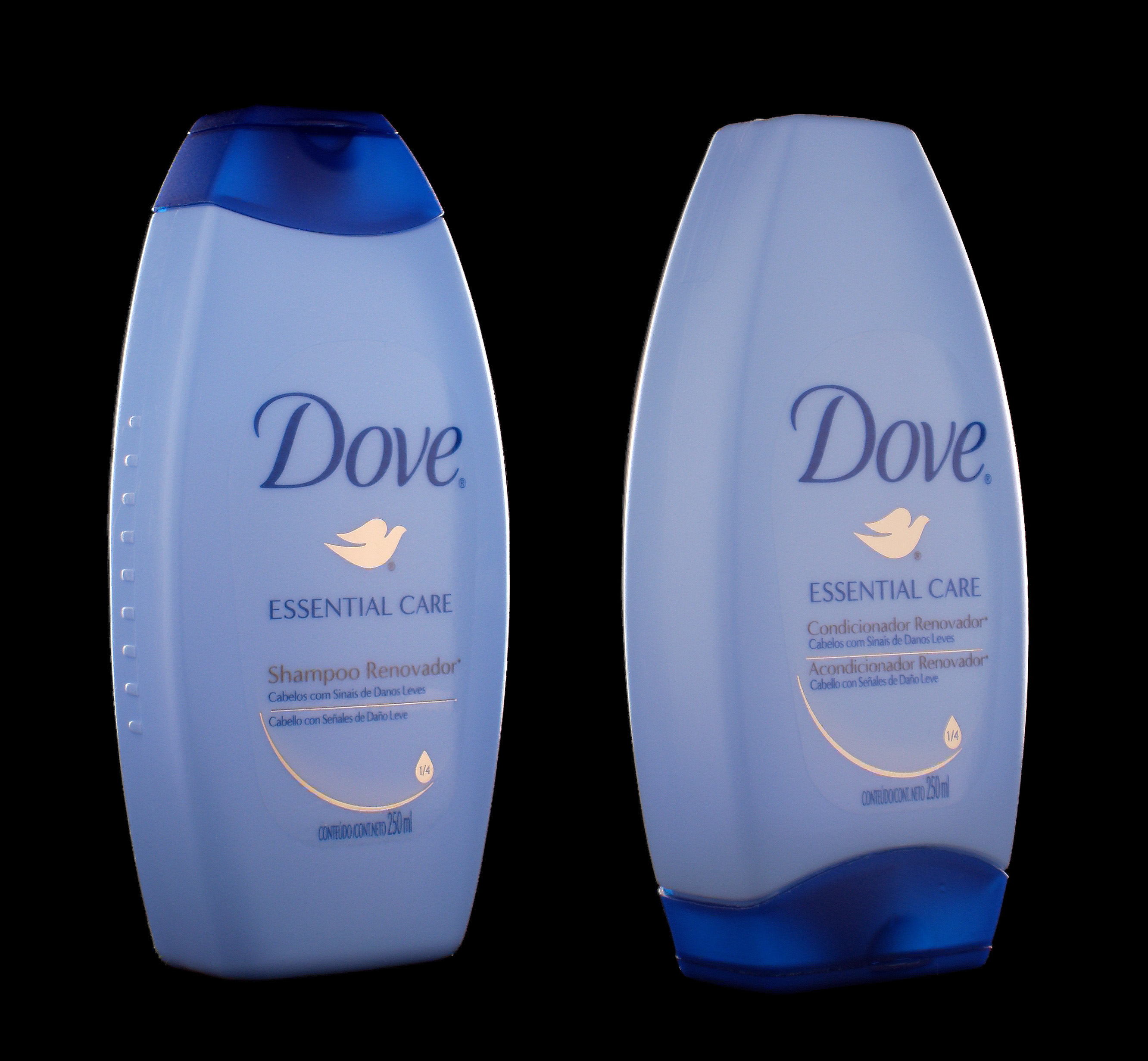
Shampoing et revitalisant Dove, fabriqué au Brésil par Unilever.